# Брюттен
Брюттен (нем. Brütten) — коммуна в Швейцарии, в кантоне Цюрих.
Входит в состав округа Винтертур. Население составляет 1880 человек (на 31 декабря 2007 года). Официальный код — 0213.